# Губонин, Михаил Ефимович
Михаил Ефимович Губо́нин (24 июня 1907, село Болшево, Мытищинская волость, Московский уезд, Московская губерния — 9 октября 1971, Москва) — советский художник, архивист, мемуарист, автор ряда трудов по истории Русской православной церкви.

## Биография
Родился в семье состоятельного специалиста по меховому делу Ефима Семеновича Губонина, внучатого племянника строителя железных дорог Петра Губонина.
Учился в Московском училище живописи, ваяния и зодчества на живописном отделении. Часто посещал богослужения в храмах Москвы, в особенности Сретенского монастыря на Лубянке; тесно подружился с иеромонахом Иеронимом (Захаровым) (впоследствии епископ Ростовский). Был иподиаконом митрополита Крутицкого, Местоблюстителя Патриаршего Престола Петра (Полянского), поддерживал отношения с епископом Гомельским Тихоном (Шараповым). Участник погребения Святителя Тихона.
С детства был близко знаком с будущим патриархом Пименом (Извековым), с которым они вместе росли.
По окончании Московского художественного училища, с 1928 года работал в различных издательствах. Был арестован и 15 мая 1930 года Особым совещанием при коллегии ОГПУ СССР приговорён по статье 58-10 Уголовного кодекса РСФСР к трёхлетней ссылке в Среднюю Азию (реабилитирован 4 марта 1940 года по постановлению Особого совещания НКВД СССР). Ссылку отбывал в Шахрисябзе и Термезе, а затем в Бек-Буди (Узбекистан). 15 мая 1933 года был освобождён с ограничением места жительства (зона 101 км от Москвы).
В 1938 году женился на Клавдии Петровне Мироновой — ведущей хористке руководимого Александром Свешниковым хора, которая пела также в церковном хоре: вначале Богоявленского собора в Дорогомилове, позже — в Богоявленском кафедральном соборе в Елохове, в патриаршем хоре под управлением Виктора Комарова.
22 июля 1941 года был призван на военную службу; войну закончил в звании гвардии старшего лейтенанта с тремя орденами и пятью медалями.
В 1946 году овдовел. Спустя два года женился на сестре покойной жены Зое Мироновой, которая после кончины Губонина стала хранительницей его архива.
В конце 1947 года был привлечён к работе над созданием сени над ракой с мощами святителя Алексия Московского в Богоявленском соборе: выполнил рисунки резьбы по дереву. С 1948 года работал над реставрацией и росписью храмов в Москве и других городах (Куйбышеве, Астрахани и т. д.).
Получал заказы на изготовление различных предметов лично от патриарха Алексия. В частности, изготовил патриарший куколь для интронизации последнего.
В 1961—1967 годах работал художником на кондитерской фабрике «Красный Октябрь». Автор логотипа "Красного Октября", этикеток к какао и шоколаду «Золотой ярлык», конфетам «Вишня в шоколаде», «Садко», «Ну-ка, отними!», «Красная шапочка» и др. Автор классической этикетки «Советского шампанского».
В половине 1960-х годов начал сотрудничать с издательским отделом Московской патриархии. Был автором дизайна обложки «Журнала Московской Патриархии» (дизайн использовался вплоть до 1990-х годов).
Скончался 9 октября 1971 года; похоронен в Москве на Долгопрудненском кладбище (уч. 105).

## Труды по истории Церкви
Ещё в 1920-е годы начал собирать материалы, посвящённые патриарху Тихону и истории Русской церкви в советский период. Он копировал тексты документов, собирал подробные сведения о жизни патриарха Тихона, его указы, речи, послания; акты и переписку, посвящённые вопросу о каноническом правопреемстве высшей церковной власти; материалы о репрессиях против духовенства. Всё это Губонин делал нелегально и с большим риском. После его ареста первая коллекция документов была изъята. Выйдя на свободу, Михаил Губонин стал собирать материалы заново. Для сохранения максимально полной информации он упоминал документы, тексты которых достать не мог, но имел более или менее надёжные сведения об их существовании и времени написания. Провёл работу по датировке собранных материалов, раскрытию фамилий иерархов. Стремился к максимальной объективности, отказался от избирательного подхода к документам, их обработке, приводил и тексты подложных посланий и писем, если они оказали влияние на взгляды и поведение определённой группы духовенства.
К столетию со дня рождения патриарха Тихона, в 1965 году подготовил сборник из двух частей «Современники о Святейшем Патриархе Тихоне» в машинописном виде, полностью готовый к печати. В первую часть вошли воспоминания о Патриархе, а во вторую — комментарии к ним. Рукопись сборника «Современники о Патриархе Тихоне» ходила в машинописи в кругах церковной интеллигенции.
В 1969—1971 годах занимался продолжением труда Павла Строева — епархиальных списков иерархов Российской церкви. B 1969 году Губонин имел беседу в издательском отделе Московской патриархии с главным редактором Евгением Кармановым. Они решили соединить собранные Губониным сведения об архиереях XX века с созданными ранее списками иерархов. После изучения обширной историографии составление архиерейских списков по кафедрам производилось Губониным с опорой на труды Hиколая Дурново-старшего и на многочисленные работы, посвящённые локальным темам, в основном, истории отдельных епархий Русской церкви и их епископата. Немногим более чем за два года был создан черновой, исходный вариант работы.
Своё понимание задачи собирателя и комментатора церковных документов выразил так: «Фальсифицировать историю не только общественное преступление, но, рассуждая с церковных позиций, и немалый грех, ибо сознательно искажались бы провиденциальные минувшие пути человека в его земном движении к вечности, правдивое отображение и изучение коих всегда назидательно и практически полезно для избежания пагубных повторных заблуждений в будущем». Губонин ставил перед будущими историками задачу, выполнения которой постоянно добивался сам, — «сохранить первоначальный, действительный, не искаженный переписками текст того или иного документа…».
Общий объём его архива составил около 14 тысяч страниц машинописного текста. При его жизни эти материалы не были опубликованы. Лишь с наступлением 1990-х годов стала возможной их публикация.
Церковно-исторический архив Μихаила Губонина был передан в организованный в 1992 году Православный Свято-Тихоновский богословский институт. Книга «Акты Святейшего Патриарха Тихона и позднейшие документы о преемстве высшей церковной власти 1917—1943 гг.», подготовленная Губониным, вышла 1994 в году и стала первой публикацией созданного в том же году научного отдела ПСТБИ — Отдела новейшей истории Русской Церкви. Дополненная справочным аппаратом, она стала одним из самых цитируемых в мире изданием по новейшей истории РПЦ и положила начало многотомной серии Отдела новейшей истории Русской церкви — «Материалы по новейшей истории Русской Православной Церкви». Первые 2 тома машинописного труда Губонина «Современники о Патриархе Тихоне», включающего комментарии составителя, были опубликованы в 2007 году. Книга Губонина, посвящённая преемнику патриарха Тихона митрополиту Крутицкому Петру (Полянскому), названная автором «Кифа» и дополненная обширным исследованием священника Александра Мазырина, была издана в 2012 году. Также был дополнен и издан в 2006 году его фундаментальный труд «История иерархии Русской Православной Церкви: Комментированные списки иерархов по епископским кафедрам с 862 г.», доведённый до 2006 года. Во втором его издании, вышедшем в 2019 году, основательно переработанном и дополненном, списки иерархов РПЦ доведены до 2019 года.

## Публикации
Посмертно изданы:
- Акты Святейшего Тихона, Патриарха Московского и всея России, позднейшие документы и переписка о каноническом преемстве высшей церковной власти. 1917—1943: Сб. в 2 ч. / Сост. М. Е. Губонин; Ред.: Протоиерей Владимир Воробьев, Иеромонах Дамаскин (Орловский). — М.: Изд-во Православного Свято-Тихоновского Богословского ин-та, 1994. — 1064 с. — 200 000 экз. — ISBN 5-7429-0001-5.
- Патриарх Тихон и история русской церковной смуты. — СПб.: СатисЪ, 1994. — 10 000 экз. — ISBN 5-7373-0013-7.
- Введение в историю российской иерархии (Краткий исторический обзор вопроса) // Материалы по истории русской иерархии. Статьи и документы. — М.: Православный Свято-Тихоновский Богословский ин-т, 2002. — С. 7—34.
- История иерархии Русской Православной Церкви: Комментированные списки иерархов по епископским кафедрам с 862 г. (с приложениями) / гл. ред. протоиерей Владимир Воробьёв [Работа начата М. Е. Губониным в 1969—1971 гг. и продолжена в 2004—2006 гг. исследовательской группой в составе: к.и.н. П. Н. Грюнберг (руководитель), к.и.н. Ф. А. Гайда, Е. Н. Грюнберг, И. П. Кирпичёв, Н. А. Кривошеева]. — М.: ПСТГУ, 2006. — 928 с. — 1000 экз. — ISBN 5-7429-0143-7, ISBN 978-5-7429-0143-3. Архивировано 4 апреля 2019 года.
- Современники о патриархе Тихоне: В 2 т. / Сост. М. Е. Губонин. — М.: ПСТГУ, 2007. — Т. I, II. — 768, 754 с. — (Материалы по новейшей истории Русской Православной Церкви). — 2000 экз. — ISBN 978-5-7429-0301-7, ISBN 978-5-7429-0303-1.
- «Кифа»: Очерк жизни и деятельности Патриаршего Местоблюстителя митрополита Крутицкого Петра (Полянского) // Кифа — Патриарший Местоблюститель священномученик Петр, митрополит Крутицкий (1862—1937) / Отв. ред. прот. В. Воробьев. — М., 2012. — C. 13—342